# Bird Soldier -Rising-
Bird Soldier -Rising- (超光部隊バードソルジャー Rising) es una película japonesa, del 13 de abril de 2007, producida por Zen Pictures. Es una película del género tokusatsu, de acción y aventuras, con artes marciales, protagonizado por Ayumi Onodera, Yuka Kawamoto, Shizuko Takaoka, y dirigida por Kotaro Ishikawa. 
El idioma es en japonés, pero también está disponible con subtítulos en inglés, en DVD o descargable por internet.

## Argumento
5 años han pasado desde la última batalla de Bird Soldier contra los insectos, pero de nuevo, los humanos empiezan a sufrir una serie de extraños sucesos paranormales. Estos sucesos llamados "Tercera Atracción", son causados por "Yoh-ma", una fuerza malvada de otro mundo. 
Tera Project, se encarga de investigar estas fuerzas paranormales, y preparar un nuevo equipo Bird Soldier para luchar contra ello. Los nuevos miembros de la misión son: Hitomi Kida, Chizuro Aoi y Kento Ginga.

## Películas de las heroínas Bird Soldier
- Bird Soldier -Dark Cloud- (2006)
- Bird Soldier -Bright Sky- (2006)
- Bird Soldier -Rising- (2007)
- Bird Soldier -Sunset- (2007)
- Science Team Bird Soldier White (2008)
- Bird Pink in Crisis (2009)